# Silva Àrsia
La Silva Àrsia era un bosc situat entre Roma i Veïs on es va lliurar la batalla de Silva Àrsia el 509 aC entre les tropes de Veïs (aliats amb Tarquínia) i els exiliats tarquínis, i Roma. Per part dels romans dirigien l'exèrcit els cònsols Luci Juni Brutus i Publi Valeri Publícola I. Arrunt, fill de Tarquini, i Brut, van morir en la batalla.